# Комбат Вомбат 2: Завръщане
„Комбат Вомбат 2: Завръщане“ (на английски: Combat Wombat: Back 2 Back) е австралийска супергеройска компютърна анимация от 2023 г. на режисьорите Рикард Кусо и Таня Винсент по сценарий на Доминик Морис. Той е продължение на „Комбат Вомбат“ (2020) и изцяло четвъртият филм от поредицата The Tales from Sanctuary City на Like a Photon Creative.

## Актьорски състав
- Дебора Мейлман – Маги Дигинс / Комбат Вомбат
- Ед Оксенболд – Захарче
- Дейвид Уенъм – Лени Глик
- Елизабет Кълън – Скайлар
- Марк Колс Смит – Реджиналд
- Дан Бръм – Полицай Фърбанк
- Грант Денйер – Грант Куока

## Премиера
Премиерата на филма се състои на международния филмов фестивал „Брисбейн“ през 2023 г. и след това излиза по кината в Австралия на 29 февруари 2024 г.

## В България
В България филмът излиза по кината на 16 август 2024 г. в разпространение от „Про Филмс“.